# Pedro (filho de João Troglita)
Pedro (em latim: Petrus) foi um bizantino, filho do general João Troglita com a filha de um rei, quiçá de origem bárbara. Era neto de Evantes e sobrinho de Papo. Devia ainda ser jovem em 546/8. Em 546, partiu de Constantinopla junto de Troglita na expedição dele à África. No inverno de 546/7, quando os bizantinos derrotaram os mouros em batalha, Pedro provavelmente permaneceu em Cartago. No inverno seguinte, em 547/8, foi novamente mencionado quando apressou os mensageiros que levavam ordens para seu pai para que reconstruísse o exército bizantino. Também ajudou o prefeito pretoriano Atanásio a conseguir suprimentos para o acampamento em Láribo.